# Mercédès Fouda
Mercédès Fouda, née en 1969, est une dramaturge et comédienne camerounaise.

## Biographie
Mercédès Fouda naît en 1969.
En 2001, elle publie un opuscule sur les particularités du français tel qu'il est parlé au Cameroun. Selon Henry Tourneux, linguiste au CNRS, cet essai est « un complément vivant aux nombreuses études contemporaines consacrées à la ville africaine ». 
Elle se fait connaître pour son théâtre,, en montant des pièces au Cameroun et en Europe.

## Œuvres

### Œuvres publiées
- Je parle  camerounais, Paris, Karthala, 2001, 122 p. (ISBN 2-84586-215-6, lire en ligne)[5]
- Vacances quelconques à Nsimi, Paris, Manuscrit.com, 2001, 56 p. (ISBN 27481-0435-8, lire en ligne)
- Les dessous de plats, CreateSpace Independent Publishing Platform, 2007, 38 p. (ISBN 978-1-533-49512-9)
- À la tête du client, Langaa RPCIG, 2015, 120 p. (ISBN 978-9-956-76228-6, présentation en ligne)

### Spectacle vivant
- Vivre mort, monté en 1998 à l’Alliance franco-camerounaise de Garoua[6].

## Distinctions
- Prix Arlequin d'argent du festival des arlequins à Cholet en 1998[6].
- Dans les années 1980, elle remporte le prix d'orthographe à la dictée de Pivot[3].